# Jacobus Adrianus Franken

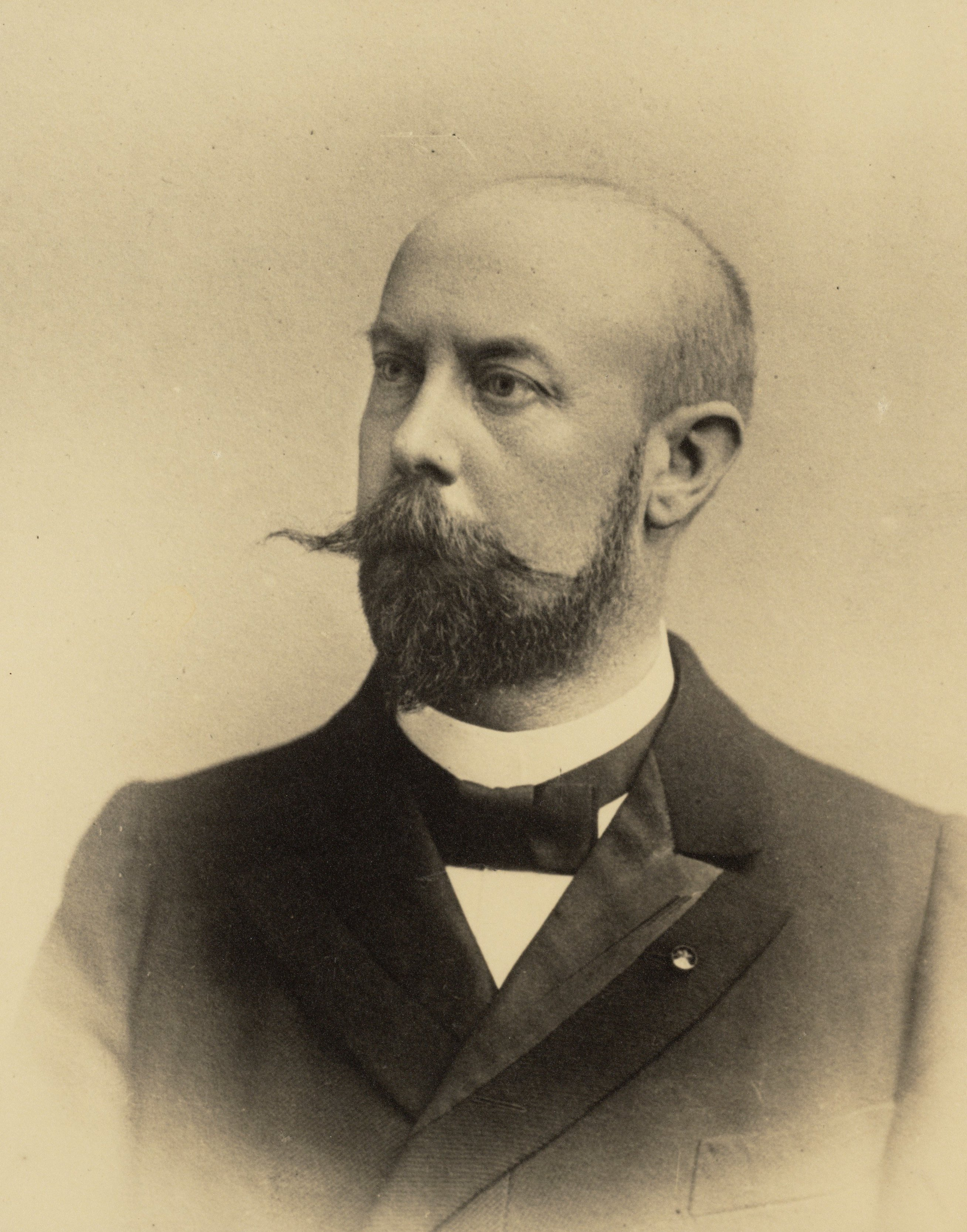
Hoofdcommissaris J.A. Franken

Jacobus Adrianus Franken (Delft, 10 december 1860 – Ginneken, 24 september 1927) was een Nederlands militair en politiefunctionaris.
Hij werd geboren als zoon van Adrianus Franken die kapitein was bij het zevende regiment infanterie. Na zijn studie aan de Koninklijke Militaire Academie (KMA) in Breda in de richting "infanterie hier te lande" begon hij aan een militaire carrière. In juli 1882 werd hij benoemd tot tweede luitenant en kort na ingedeeld te zijn bij het 6e regiment van de infanterie werd hij geplaatst bij het 2e bataljon van dat korps in Breda. Eind november 1885 trouwde hij in Den Haag met de in Vlissingen geboren Maria Francisca Pfeiffer. In 1886 werd Franken die intussen bij het 8e regiment van de infanterie zat, voor de periode van 5 jaar gedetacheerd bij de infanterie van het leger in Nederlands-Indië. Aangekomen in Nederlands-Indië werd hij ingedeeld bij het 2e depôt bataljon. Franken werd in mei 1887 gepromoveerd tot eerste luitenant. Tijdens de expeditie in Atjeh in 1889 en 1890 (zie Atjehoorlog) verwierf hij het Erekruis voor belangrijke krijgsverrichtingen. Eind 1890 kwam hij vanwege ziekte vervroegd terug naar Nederland.
In de rang van eerste luitenant verliet hij het leger waarna hij ging werken bij het centraal bureau van politie te Rotterdam. Eind 1894 werd hij commissaris van politie in Maastricht en een jaar later in december 1895 volgde zijn benoeming tot hoofdcommissaris van politie te Amsterdam. De voorkeur ging eerst uit naar W. Voormolen, de toenmalig hoofdcommissaris van politie te Rotterdam die sinds 1893 met succes het Rotterdamse korps aan het moderniseren was, maar deze wees het aanbod af.
Toen Franken hoofdcommissaris was, werd binnen het Amsterdamse korps 48-uren dienst afgeschaft en werden de salarissen opgeschroefd. In februari 1903 eindigde zijn carrière bij de Amsterdamse politie waarna hij enkele maanden later werd opgevolgd door H.S. Hordijk die tot dan kapitein bij de infanterie was.
In september 1927 overleed hij op 66-jarige leeftijd in hetzelfde dorpje ten zuiden van Breda waar ook zijn voorganger Steenkamp overleden was. Zijn echtgenote, Maria Francisca Pfeiffer, zou hem nagenoeg tien jaar overleven: zij overleed op 26 juli 1937 in Bandung.